# O Tiro Civil
O Tiro Civil: Órgão da Associação dos Atiradores Civis Portugueses teve início em 1895 em Lisboa com uma saída a público semanal, e acabou 9 anos depois em dezembro de 1903. Assume-se como “instrumento de propaganda de um movimento patriótico” partindo do principio de defesa do país e das colónias, não sem fomentar o seu caráter e gosto desportivo pela caça (no que concerne à modalidade e seus progressos, bem como ao uso das armas de fogo) e outras modalidades como o automobilismo, atletismo, pesca, náutica, natação entre outros. A dirigir a revista estava, provavelmente o diretor da Associação dos Atiradores Civis Portugueses, Anselmo de Sousa, que anuncia como colaboradores um conjunto de militares de alta patente entre os quais: Domingos Tasso de Figueiredo, José Nicolau Raposo Botelho, Maximiliano Eugénio de Azevedo e Raul Mesnier (engenheiro civil), além de outras figuras de renome como: Gomes de Amorim, Pinheiro Chagas, Bulhão Pato, Eduardo de Noronha, Fernandes Costa, Ribeiro Artur e Carlos Callixto